# Black Out the Sun
Black Out the Sun è il nono album dei Sevendust, uscito il 26 marzo 2013.
Dall'album sono stati pubblicati i singoli Decay e Picture Perfect.

## Tracce
1. Memory – 1:24
2. Faithless – 4:10
3. Till Death – 3:06
4. Mountain – 3:08
5. Cold as War – 4:03
6. Black Out the Sun – 3:27
7. Nobody Wants It – 3:10
8. Dead Roses – 3:01
9. Decay – 3:25
10. Dark AM – 3:28
11. Picture Perfect – 3:47
12. Got a Feeling – 4:32
13. Murder Bar – 3:42

## Formazione
- Lajon Witherspoon - voce
- John Connolly - chitarra, voce secondaria
- Clint Lowery - chitarra, voce secondaria
- Vinnie Hornsby - basso
- Morgan Rose - batteria, voce secondaria